# Premier Division (1997/1998)
Scottish Premier Division (1997/1998) – był to 101. w historii sezon szkockiej pierwszej klasy rozgrywkowej w piłce nożnej. Sezon rozpoczął się 1 sierpnia 1997, a zakończył się 9 maja 1998. Brało w niej udział 10 zespołów, które grały ze sobą systemem „każdy z każdym”. Tytułu mistrzowskiego nie obronił Rangers. Nowym mistrzem Szkocji został Celtic, dla którego był to 36. tytuł w historii klubu. Koronę króla strzelców zdobył Marco Negri, który strzelił 32 bramki.

## Zasady rozgrywek
W rozgrywkach brało udział 10 drużyn, walczących o tytuł mistrza Szkocji w piłce nożnej. Każda z drużyn rozegrała po 4 mecze ze wszystkimi przeciwnikami (razem 36 spotkań).

## Drużyny
| Uczestnicy poprzedniej edycji                                                                                 | Uczestnicy poprzedniej edycji | Uczestnicy poprzedniej edycji | Uczestnicy poprzedniej edycji |
| --- | ----------------------------- | ----------------------------- | ----------------------------- |
| RAN | Rangers                       | 1                             |                               |
| CEL | Celtic                        | 2                             |                               |
| DNU | Dundee United                 | 3                             |                               |
| HRT | Heart of Midlothian           | 4                             |                               |
| DNF | Dunfermline Athletic          | 5                             |                               |
| ABR | Aberdeen                      | 6                             |                               |
| KIL | Kilmarnock                    | 7                             |                               |
| MTH | Motherwell                    | 8                             |                               |
| HIB | Hibernian                     | 9                             |                               |
| Awans z Scottish First Division 1996/1997                                                                     |                               |                               |                               |
| STJ | St. Johnstone                 | 1                             |                               |
| Oznaczenia: - kolumna pierwsza – skróty nazw drużyn, - kolumna trzecia – miejsce zajęte w poprzednim sezonie. |                               |                               |                               |

## Stadiony
| Miasto      | Stadion             | Klub                 | Pojemność |
| ----------- | ------------------- | -------------------- | --------- |
| Aberdeen    | Pittodrie Stadium   | Aberdeen             | 20 866    |
| Dundee      | Tannadice Park      | Dundee United        | 14 223    |
| Dunfermline | East End Park       | Dunfermline Athletic | 11 480    |
| Edynburg    | Tynecastle Stadium  | Heart of Midlothian  | 19 852    |
| Edynburg    | Easter Road Stadium | Hibernian            | 20 421    |
| Glasgow     | Celtic Park         | Celtic               | 80 000    |
| Glasgow     | Ibrox Stadium       | Rangers              | 80 000    |
| Kilmarnock  | Rugby Park          | Kilmarnock           | 17 889    |
| Motherwell  | Fir Park            | Motherwell           | 13 677    |
| Perth       | McDiarmid Park      | St. Johnstone        | 10 696    |

## Tabela końcowa
| Lp. | Drużyna                 | M  | Z  | R  | P  | Bramki | Bramki | Różn. | Pkt | Uwagi                          |
| --- | ----------------------- | -- | -- | -- | -- | ------ | ------ | ----- | --- | ------------------------------ |
| 1   | Celtic (M)              | 36 | 22 | 8  | 6  | 64     | 24     | +40   | 74  | Liga Mistrzów UEFA • 1Q        |
| 2   | Rangers                 | 36 | 21 | 9  | 6  | 76     | 38     | +38   | 72  | Puchar UEFA • 1Q               |
| 3   | Heart of Midlothian (P) | 36 | 19 | 10 | 7  | 70     | 46     | +24   | 67  | Puchar Zdobywców Pucharów • 1R |
| 4   | Kilmarnock              | 36 | 13 | 11 | 12 | 40     | 52     | −12   | 50  | Puchar UEFA • 1Q               |
| 5   | St. Johnstone           | 36 | 13 | 9  | 14 | 38     | 42     | −4    | 48  |                                |
| 6   | Aberdeen                | 36 | 9  | 12 | 15 | 39     | 53     | −14   | 39  |                                |
| 7   | Dundee United           | 36 | 8  | 13 | 15 | 43     | 51     | −8    | 37  |                                |
| 8   | Dunfermline Athletic    | 36 | 8  | 13 | 15 | 43     | 68     | −25   | 37  |                                |
| 9   | Motherwell              | 36 | 9  | 7  | 20 | 46     | 64     | −18   | 34  |                                |
| 10  | Hibernian (S)           | 36 | 6  | 12 | 18 | 38     | 59     | −21   | 30  | Spadek do First Division       |

## Wyniki spotkań

### Mecze 1–18
| Gospodarz \ Gość     | ABR | CEL | DNU | DNF | HRT | HIB | KIL | MTH | RAN | STJ |
| Aberdeen             |     | 0:2 | 1:1 | 1:2 | 1:4 | 2:0 | 0:0 | 1:3 | 1:1 | 1:1 |
| Celtic               | 2:0 |     | 4:0 | 1:2 | 1:0 | 5:0 | 4:0 | 0:2 | 1:1 | 2:0 |
| Dundee United        | 5:0 | 1:2 |     | 0:0 | 0:0 | 1:1 | 1:2 | 4:0 | 2:1 | 2:1 |
| Dunfermline Athletic | 1:1 | 0:2 | 3:3 |     | 2:1 | 2:1 | 1:1 | 0:2 | 0:0 | 2:2 |
| Heart of Midlothian  | 4:1 | 1:2 | 2:1 | 3:1 |     | 2:0 | 5:3 | 2:0 | 2:5 | 2:1 |
| Hibernian            | 2:2 | 2:1 | 1:3 | 5:2 | 0:1 |     | 4:0 | 1:1 | 3:4 | 1:1 |
| Kilmarnock           | 1:0 | 0:0 | 1:3 | 2:1 | 0:3 | 2:1 |     | 2:1 | 0:3 | 0:1 |
| Motherwell           | 1:2 | 2:3 | 1:0 | 2:0 | 1:4 | 1:1 | 0:1 |     | 1:1 | 0:1 |
| Rangers              | 3:3 | 1:0 | 5:1 | 7:0 | 3:1 | 1:0 | 4:1 | 2:2 |     | 3:2 |
| St. Johnstone        | 1:0 | 0:2 | 1:1 | 0:2 | 1:2 | 1:0 | 1:1 | 4:3 | 0:2 |     |

Źródło: SPFL.co.uk
Objaśnienia:
1Drużyna gospodarzy jest wymieniona po lewej stronie tabeli.
Kolory: zielony – zwycięstwo gospodarzy, żółty – remis, różowy – zwycięstwo gości.

### Mecze 19–36
| Gospodarz \ Gość     | ABR | CEL | DNU | DNF | HRT | HIB | KIL | MTH | RAN | STJ |
| Aberdeen             |     | 0:1 | 1:0 | 2:0 | 2:2 | 3:0 | 0:0 | 3:0 | 1:0 | 0:1 |
| Celtic               | 3:1 |     | 1:1 | 5:1 | 0:0 | 0:0 | 4:0 | 4:1 | 2:0 | 2:0 |
| Dundee United        | 0:0 | 0:1 |     | 2:2 | 0:1 | 1:1 | 1:1 | 1:0 | 1:2 | 0:2 |
| Dunfermline Athletic | 3:3 | 1:1 | 2:2 |     | 1:3 | 1:1 | 3:2 | 2:1 | 2:3 | 0:1 |
| Heart of Midlothian  | 3:1 | 1:1 | 2:0 | 2:0 |     | 2:2 | 1:1 | 1:1 | 0:3 | 1:1 |
| Hibernian            | 1:1 | 0:1 | 1:2 | 1:0 | 2:1 |     | 0:1 | 1:0 | 1:2 | 0:1 |
| Kilmarnock           | 2:1 | 1:2 | 1:0 | 3:0 | 2:2 | 1:1 |     | 4:1 | 1:1 | 1:0 |
| Motherwell           | 1:2 | 1:1 | 1:0 | 1:3 | 2:4 | 6:2 | 1:1 |     | 1:2 | 2:1 |
| Rangers              | 2:0 | 2:0 | 4:1 | 1:1 | 2:2 | 1:0 | 0:1 | 1:0 |     | 2:1 |
| St. Johnstone        | 0:1 | 1:0 | 1:1 | 0:0 | 2:3 | 1:1 | 1:0 | 3:2 | 2:0 |     |

Źródło: SPFL.co.uk
Objaśnienia:
1Drużyna gospodarzy jest wymieniona po lewej stronie tabeli.
Kolory: zielony – zwycięstwo gospodarzy, żółty – remis, różowy – zwycięstwo gości.

## Tabela strzelców
| Zawodnik       | Bramki | Drużyna              |
| -------------- | ------ | -------------------- |
| Marco Negri    | 32     | Rangers              |
| Kjell Olofsson | 18     | Dundee United        |
| Henrik Larsson | 16     | Celtic F.C.          |
| Andy Smith     | 16     | Dunfermline Athletic |
| Tommy Coyne    | 14     | Motherwell           |
| Jim Hamilton   | 14     | Heart of Midlothian  |
| Owen Coyle     | 11     | Motherwell           |
| Jorg Albertz   | 10     | Rangers              |
| Craig Burley   | 10     | Celtic               |
| Billy Dodds    | 10     | Aberdeen             |
| Simon Donnelly | 10     | Celtic               |
| Neil McCann    | 10     | Heart of Midlothian  |
| George O'Boyle | 10     | St. Johnstone        |
| Paul Wright    | 10     | Kilmarnock           |